# Индонго, Джулиус
Джулиус Муньелеле Индонго (англ. Julius Munyelele Indongo; род. 12 февраля 1983, Виндхук, Намибия) — намибийский боксёр-профессионал, выступающий в лёгкой, в первой полусредней и в полусредней весовых категориях. Член Олимпийской сборной Намибии (2008) в любителях.
Среди профессионалов бывший чемпион мира по версиям WBA (2017), IBF (2016—2017) и IBO (2016—2017) в 1-м полусреднем весе. Чемпион Намибии (2011) в лёгком весе.

## Любительская карьера

### Олимпийские игры 2008 года
Выступал за сборную Намибии в весовой категории до 60 кг. В первом раунде соревнований проиграл австралийцу Энтони Литтлу.

## Профессиональная карьера
В июле 2009 года Индонго провёл свой первый бой в профессиональном боксе, по очкам победив соотечественника Похамба Мандума.
В седьмом бою завоевал титул чемпиона Намибии, а в 11-м бою, прошедшем в октябре 2012 года завоевал титул чемпиона Африки по версии WBO.
Первые двадцать поединков провёл на родине в Африке, все в Намибии.

### Чемпионский бой с Эдуардом Трояновским
3 декабря 2016 года встретился со своим первым серьёзным соперником — непобеждённым российским боксёром Эдуардом Трояновским, чемпионом мира по версиям IBF и IBO в первом полусреднем весе. Малоизвестный Индонго, до этого не выступавший где-либо за пределами родной Намибии и приглашённый в Москву для добровольной защиты принадлежавших Трояновскому титулов, до боя считался явным аутсайдером. Однако ситуация в ринге сложилась иначе. На 40-й секунде первого раунда Индонго провёл размашистый левый хук, который попал точно в челюсть Трояновскому, отправив его в тяжёлый нокаут. Индонго одержал эффектную победу и стал четвёртым чемпионом мира по боксу из Намибии.

### Объединительный бой с Рики Бёрнсом
15 апреля 2017 года в объединительном поединке за титулы чемпиона мира по версиям WBA, IBF и IBO встретился с известным британским боксёром Рики Бёрнсом. Индонго доминировал весь бой, преследуя своего соперника по рингу и нанося размашистые удары под неожиданными углами. Лишь в пятом и шестом раундах Бёрнс оказал некоторое сопротивление, заставив соперника отступить, но во всех остальных преимущество Индонго было безоговорочным. Поединок продлился все 12 раундов и завершился уверенной победой Индонго по очкам со счётом 120—108, 118—110, 116—112. Бёрнс с результатом не спорил. Тем самым Индонго стал обладателем трёх чемпионских титулов.

### Объединительный бой с Теренсом Кроуфордом
Теренс сразу встал в правостороннюю стойку, чем, вероятно, удивил левшу из Африки. После осторожного начала боя, которое прерывалось резкими выпадами с обеих сторон с преимуществом Кроуфорда, на последней минуте 2-го раунда Индонго побывал в нокдауне: американец попал за ухо справа. Добивать Теренс не спешил. И уже в начале 3-го раунда американец «утопил» противника нокаутом в туловище. Левый хук в область печени

### Чемпионский бой сРеджисом Прогрейсом
9 марта 2018 года состоялся бой за вакантный титул временного чемпиона мира по версии WBC. Прогрейс победил техническим нокаутом во втором раунде, четырежды отправив Индонго в нокдаун. Раз в конце первого раунда и трижды во втором.

## Таблица профессиональных поединков
В таблице перечислены результаты всех поединков боксёров.
В каждой строке указан результат поединка. Дополнительно номер поединка обозначен цветом, который обозначает итог поединка. Расшифровка обозначений и цветов представлена в нижеследующей таблице.
| Пример | Расшифровка                     |
| ------ | ------------------------------- |
|        | Победа                          |
|        | Ничья                           |
|        | Поражение                       |
|        | Планируемый поединок            |
|        | Поединок признан несостоявшимся |
| КО     | Нокаут                          |
| ТКО    | Технический нокаут              |
| PTS    | Решение судей (по очкам)        |
| UD     | Единогласное решение судей      |
| MD     | Решение большинства судей       |
| SD     | Раздельное решение судей        |
| RTD    | Отказ от продолжения боя        |
| DQ     | Дисквалификация                 |
| NC     | Поединок признан несостоявшимся |

| Бой | Дата            | Соперник                       | Место боя                                      | Результат       | Комментарии |
| --- | --------------- | ------------------------------ | ---------------------------------------------- | --------------- | --- |
| 25  | 3 августа 2019  | Карлтавиус Джонс Джонсон (4-1) | Bobby Miller Center, Таскалуса, Алабама, США   | TKO2 (10), 1:12 | |
| 24  | 9 марта 2018    | Реджис Прогрейс (20-0)         | Buffalo Run Casino, Майами, Оклахома, США      | TKO2 (12), 2:54 | Бой за вакантный титул временного чемпиона мира в 1-м полусреднем весе по версии WBC. |
| 23  | 19 августа 2017 | Теренс Кроуфорд (31-0)         | Pinnacle Bank Arena, Линкольн, Небраска, США   | КО3 (12), 1:38  | Объединительный бой за титул абсолютного чемпиона мира по всем версиям: WBC (3-я защита Кроуфорда), WBO (6-я защита Кроуфорда), WBA Super (1-я защита Индонго), IBF (2-я защита Индонго) и The Ring (3-я защита Кроуфорда) в 1-м полусреднем весе. Индонго в нокдауне во 2 раунде. |
| 22  | 15 апреля 2017  | Рики Бёрнс (41-5-1)            | SSE Hydro, Глазго, Шотландия, Великобритания   | UD (12)         | Завоевал титул чемпиона мира по версии WBA (2-я защита Бёрнса) и защитил титулы чемпиона мира по версиям IBF, IBO (1-я защита Индонго) в 1-м полусреднем весе. |
| 21  | 3 декабря 2016  | Эдуард Трояновский (25-0)      | Дворец спорта «Мегаспорт», Москва, Россия      | KO1 (12), 0:40  | Завоевал титулы чемпиона мира по версиям IBF (3-я защита Трояновского), IBO (4-я защита Трояновского) в 1-м полусреднем весе. |
| 20  | 6 августа 2016  | Фабиан Лимо (17-5-1)           | Country Club Resort, Виндхук, Намибия          | TKO1 (12)       | Защитил титул чемпиона Африки по версии WBO. |
| 19  | 26 марта 2016   | Аллан Камоте (26-9-4)          | Country Club Resort, Виндхук, Намибия          | TKO9 (12)       | Защитил титул чемпиона Африки по версии WBO. |
| 18  | 3 октября 2015  | Золани Марали (24-5)           | Country Club Resort, Виндхук, Намибия          | UD (12)         | Защитил титул чемпиона Африки по версии WBO. |
| 17  | 20 марта 2015   | Ибрагим Класс (12-1)           | Ramatex Factory, Виндхук, Намибия              | UD (12)         | Защитил титул чемпиона Африки по версии WBO. |
| 16  | 6 декабря 2014  | Кайзер Мабуза (25-13-3)        | Country Club Resort, Виндхук, Намибия          | UD (12)         | Защитил титул чемпиона Африки по версии WBO. |
| 15  | 26 июля 2014    | Исмаил Такудзва Кучоча (12-3)  | Country Club Resort, Виндхук, Намибия          | TKO3 (12), 0:45 | Защитил титул чемпиона Африки по версии WBO. |
| 14  | 1 марта 2014    | Джоэл Мвева (0-1)              | Olufuko Centre, Оутапи, Намибия                | KO1 (12), 2:17  | |
| 13  | 11 мая 2013     | Нельсон Банда (6-2-1)          | Kuisebmond Community Hall, Уолфиш-Бей, Намибия | PTS (10)        | |
| 12  | 20 марта 2013   | Алиас Суликамбе (2-2)          | Country Club Resort, Виндхук, Намибия          | KO1 (6), 1:25   | |
| 11  | 12 октября 2012 | Джеймс Оньянго (9-5-1)         | Country Club Resort, Виндхук, Намибия          | TKO2 (12), 0:29 | Завоевал вакантный титул чемпиона Африки по версии WBO. |